# R.U.R. (Rossum's Universal Robots)
R.U.R. Rossum's Universal Robots (títol en anglès a l’estrena de l’obra; traduït al txec com a Rossumovi univerzální roboti) és el títol d'una obra de teatre de ciència-ficció escrita per Karel Čapek i estrenada el 25 de gener de 1921 al Teatre Nacional de Praga. La paraula «robot» va ser suggerida a l'autor pel seu germà Josef. Més tard va ser introduïda a l'Oxford English Dictionary i després es va anar incorporant a totes les llengües. En l'actualitat aquesta paraula designa ginys mecànics més o menys dirigits per un cervell artificial. Els Robots de Čapek tenen una aparença humana, tenen fins i tot òrgans sexuals, encara que no els serveixen perquè els robots es fabriquen, no es reprodueixen.

L'obra situa l'espectador (o el lector) en un espai i un temps abstractes, en una illa remota de la qual no se sap ni el nom, i «en la tercera generació» de fabricants. Cada generació té un objectiu diferent: la suplantació de Déu, l'eficàcia econòmica i, per acabar, l'alliberament de l'home del treball esclavitzant. 

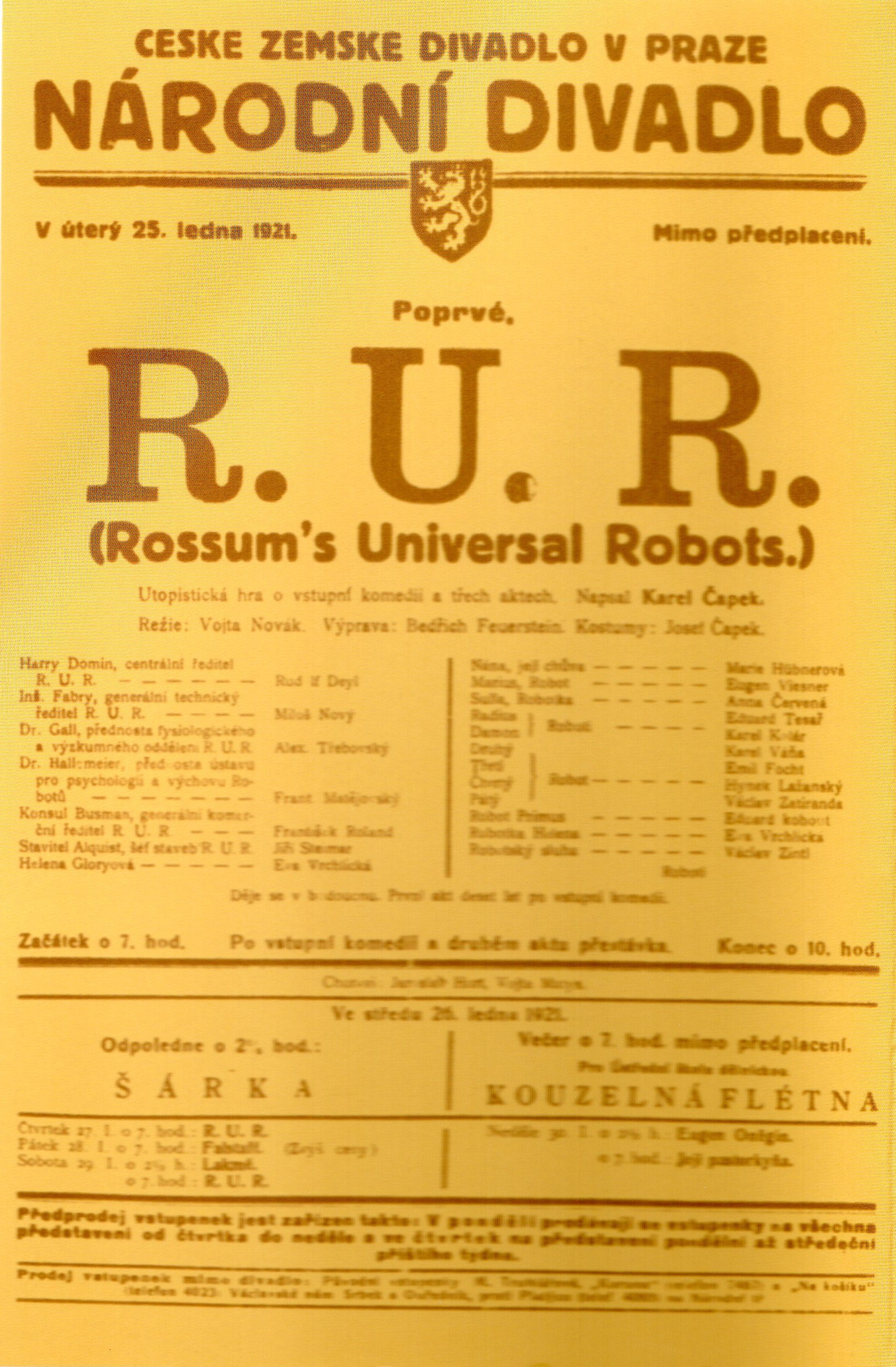
Cartell original de l'estrena de l'obra, el 25 de gener de 1921, a Praga.

## Argument
La societat R.U.R. (acrònim de «Rossum's Universal Robots») fabrica homes artificials molt més eficients laboralment i molt més fàcils de mantenir que els humans, a més, no tenen els inconvenients de les emocions i de la vida afectiva, no tenen ànima. A mesura que a la Terra augmenta el nombre de Robots disminueixen els naixements d'infants, arriba un moment en què tots els humans són estèrils i es preveu que en l'avenir les noves criatures suplantaran els humans. Els Robots, veritables proletaris explotats per la humanitat, es rebel·len i maten tots els homes menys Alquist, l'arquitecte de la fàbrica, perquè «treballa amb les mans». Els Robots pretenen que Alquist continuï la fabricació de vida artificial, però ell no pot perquè la fórmula essencial ha estat cremada i, a més, no té els coneixements científics necessaris per reconstruir-la. Al final l'obra fa un tomb inesperat, un Robot i una Robota adquireixen ànima, s'enamoren. La civilització humana desapareixerà, però en naixerà una de nova.

## Antecedents literaris europeus
R.U.R Rossum's Universal Robots té dos antecedents clars en la literatura europea: Frankenstein de Mary B. Shelley i L'illa el doctor Moreau d'H. G. Wells, ja que el tema central de totes dues obres és la creació de l'home artificial; en tots dos casos es desfermen unes forces superiors al seu creador que ja no les pot dominar. També se li pot atribuir l'afiliació a una temàtica molt més antiga, la del fill que es revolta contra el pare.
A l'obra apareixen tres paraules que n'evoquen d'altres: per als parlants d'una llengua eslava la paraula «robot», té com a referent el treball dur dels esclaus; per als txecs la paraula «Rossum» (el cognom del fundador de la fàbrica) evoca el substantiu «rozum» («seny», «enginy»); «Domin», el nom del director de la fàbrica, prové de la paraula llatina «dominus», «senyor».
L'any 1936 Karel Čapek va reprendre el tema a La guerra de les salamandres, en què unes salamandres ensinistrades per treballar per als homes acaben exterminant-los.